# Maculosalia maculosa
Maculosalia maculosa là một loài ruồi trong họ Tachinidae.